# حصار سفلي (خوي)
حصار سفلي هي قرية في مقاطعة خوي، إيران. عدد سكان هذه القرية هو 202 في سنة 2006.